# Anna Maria Huszcza
Anna Maria Huszcza (ur. 1987 w Rzeszowie) – polska kompozytorka, aranżerka, rytmiczka i pedagog. 

## Życiorys
Związana z Uniwersytetem Muzycznym Fryderyka Chopina w Warszawie, gdzie równolegle ukończyła studia z zakresu rytmiki oraz kompozycji (pod kierunkiem prof. Marcina Błażewicza) z tytułem magistra. W 2018 uzyskała stopień doktora sztuk artystycznych (promotor: prof. Lidia Zielińska), na podstawie dysertacji pt. "Współczesny rytuał w Erysipelas". Obecnie współpracuje z Katedrą Teorii Muzyki UMFC jako wykładowca przedmiotów z zakresu teorii muzyki (m.in. harmonia, kontrapunkt).

## Twórczość
Dorobek Huszczy stanowi ponad kilkadziesiąt dzieł komponowanych od 2009, na które składają się utwory będące połączeniem wielorakich stylów i gatunków o charakterze solowym, kameralnym i symfonicznym. Cechą wyróżniającą jej twórczość jest eksperymentowanie z klasycznymi formami i muzyką elektroniczną dopełnianymi szeroko rozwiniętą motywiką ludową (Kielmin, Sonosfera, EtLuda). 
Współpracuje z polskimi i zagranicznymi muzykami. Poszczególne utwory powstały z myślą o saksofoniście Pawle Gusnarze (m.in. Intercosmic, SaHarBAD) oraz z przeznaczeniem dla słoweńskiej SOS Saxophone Orchestra i LadieSaxophone Quartet (obecnie Roya Quartet).

## Nagrody i wyróżnienia
(na podstawie materiuału źródłowego)
- 2009 - 52. Międzynarodowy Festiwal Muzyki Współczesnej Warszawska Jesień (Call for sounds)
- 2011 - III Festiwal Muzyczny im. H.M. Góreckiego Mikołajowe Granie w Rydułtowach (wyróżnienie II stopnia)
- 2012 - 53. Konkurs Młodych Kompozytorów im. Tadeusza Bairda (wyróżnienie za utwór SaHarBAD)
- 2012 - Międzynarodowy Konkurs Kompozytorsko-wykonawczy CAGE 1,2,3 (wyróżnienie za utwór Wonderful Widow 2012)
- 2014 - Międzynarodowy Konkurs Kompozytorski VOX JUVENTUTIS w Wilnie (wyróżnienie za utwór mAngel)
- 2014 - konkurs Filharmonii Świętokrzyskiej z okazji Roku Oskara Kolberga (I nagroda oraz nagroda specjalna za utwór Kielmin)
- 2016 - stypendium Młoda Polska